# Allegan
Allegan är administrativ huvudort i Allegan County i den amerikanska delstaten Michigan. Enligt 2010 års folkräkning hade Allegan 4 998 invånare.